# Polüphémosz (küklópsz)
Polüphémosz (görögül: Πολύφημος, Polyphēmos) küklópsz a görög mitológiában. Poszeidón és egy nimfa, név szerint Thoósza fia.

## Története
Fiatalon beleszeretett a Néreiszek egyikébe, Galateiába. A tengeri nimfa azonban elutasította, ezért Polüphémosz megölte a lány kedvesét, Akiszt. Később a Trójából hazatérő Odüsszeusszal gyűlt meg a baja. A szigeten kiszálló hős tizenkét társával betévedt a küklópsz barlangjába, aki hazatértekor azonnal megevett két hajóst, majd másnap még négyet. Odüsszeusz a Maróntól kapott borral itatta le az óriást, majd kihegyezett bottal kiszúrta annak egyetlen szemét, és a juhok hasába kapaszkodva kiszökött társaival a barlangból. Polüphémosz apjához könyörgött bosszúért. Poszeidon – aki már amúgy is haragudott Odüsszeuszra –, sokat megtett azért, hogy a hős ne juthasson vissza Ithakába.

## Irodalmi feldolgozás
Megvakításának történetét Homérosz írja le az Odüsszeia című eposzban, míg a Galateiával és Akisszal történő események Ovidius Átváltozások című művében szerepelnek. Panaszos, szerelmes énekét Theokritosz adja elő, némi komikus színezetességgel.

## Az ókorban
Az ókori vázaképeken (egy kivételével) a megvakítása szerepel.

## Az újkorban
Több festő (Carracci, Rubens, Tiepolo, Fuseli) is megfestette alakját. Változatosan szerepel a festményeken a megvakított, vagy a féltékenykedő óriás.